# 奧利維亞鎮區 (北達科他州麥克亨利縣)
奧利維亞鎮區（英語：Olivia Township）是位於美國北達科他州麥克亨利縣的一個鎮區。

## 地方資料
奧利維亞鎮區的面積為93.00平方千米，當中陸地面積為92.91平方千米，而水域面積為0.09平方千米。根據2020年美國人口普查的數據，當地共有人口36人，而人口密度為每平方千米0.39人。